# Kobe Steel
Kobe Steel, Ltd. (株式会社神戸製鋼所 Kabushiki-gaisha Kōbe Seikō-sho),là một tập đoàn đa quốc gia hoạt động trên toàn thế giới với nhãn hiệu Kobelco để sản xuất thép và chuyên cung cấp các giải pháp về máy móc thiết bị và kỹ thuật công trình xây dựng của Nhật Bản có trụ sở ở Chūō-ku,Kobe.Kobe Steel cũng nắm cổ phần tại hãng công nghệ Osaka Titanium.Công ty này cung cấp gần phân nửa lượng thép dây dùng cho lò xo van động cơ ô tô trên thị trường toàn cầu.

## Lịch sử
Công ty được hình thành vào 1 tháng 9 năm 1905. Vị trí đặt công ty là một cảng lớn có lợi cho xuất nhập khẩu quặng sắt và than. Đây là một trong những công ty công nghiệp lâu đời nhất ở Kobe. Cơ sở sản xuất chính là Kakogawa Steel Works và Kobe Steel Works
Công ty yết trên thị trường chứng khoán Tokyo và Nagoya, trên sàn giao dịch chứng khoán Osaka và là thành phần của chỉ số chứng khoán Nikkei 225. Từ 31 tháng 3 năm 2019, công ty có 218 chi nhánh và 52 công ty liên kết trên khắp Nhật Bản, Châu Á, châu Âu, Trung Đông và Hoa Kỳ.
Kobe Steel là thành viên của Mitsubishi UFJ Financial Group (MUFJ) keiretsu.

## Địa điểm sản xuất
- Kakogawa, Hyōgo: Kakogawa Steel Works
- Kobe, Hyogo
- Takasago, Hyōgo
- Fujisawa, Kanagawa
- Ibaraki, Osaka
- Nishijo, Higashihiroshima, Hiroshima
- Mooka, Tochigi
- Chofu, Shimonoseki, Yamaguchi
- Daian, Inabe, Mie
- Harima, Hyōgo
- Moore, South Carolina
- Bowling Green, Kentucky, USA
- Corona, California
- Hayward, California (Kobe Precision, Inc.)[4]